# Tumelico

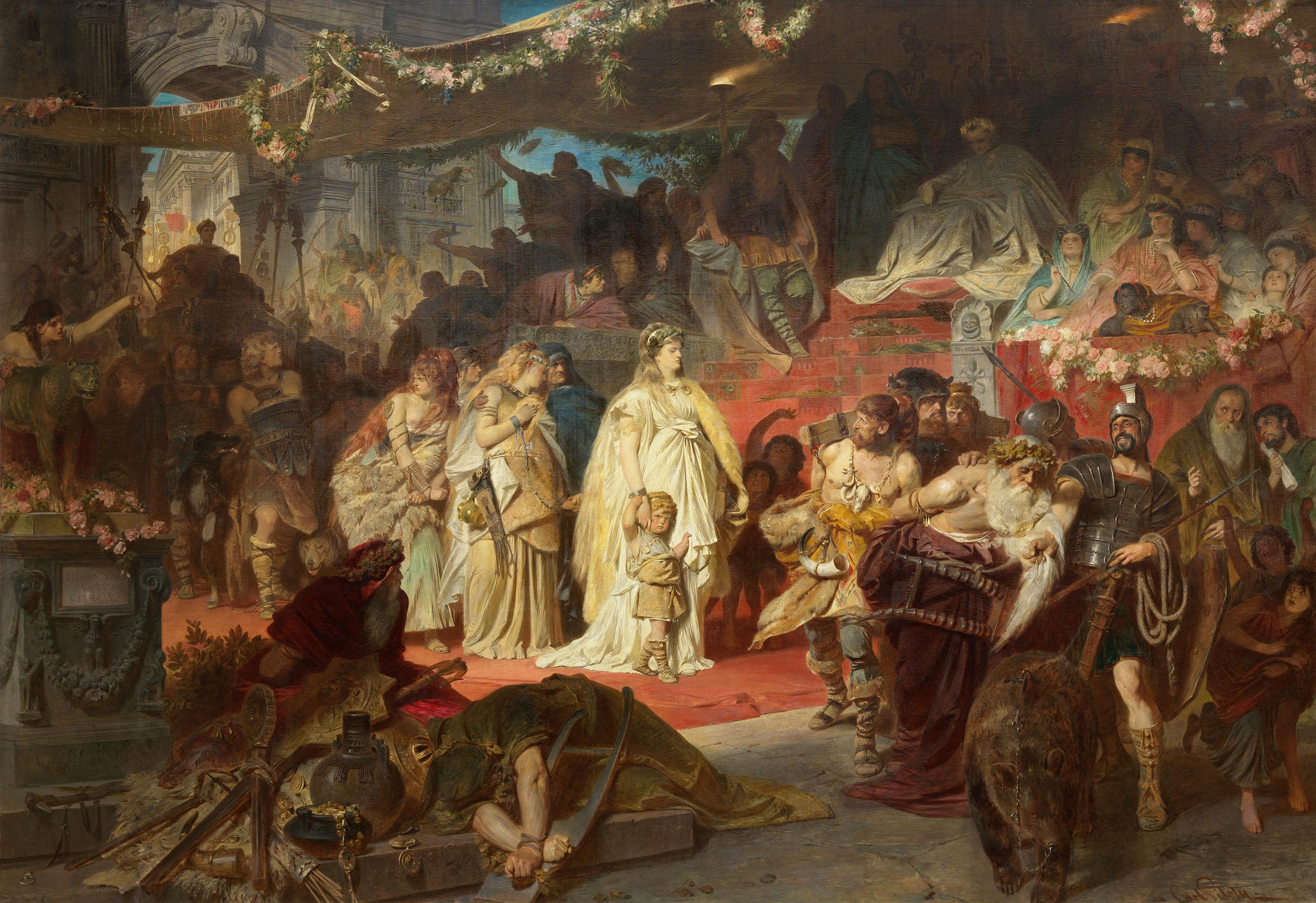
Tusnelda nel corteo trionfale di Germanico, che porta con sé come prigionieri Thusnelda e Tumelico, moglie e figlio di Arminio, e Segimundo, fratello della donna, celebrato il 26 maggio del 17, davanti al patrigno Tiberio ed al padre di lei Segeste, in un quadro di Carl Theodor von Piloty.

Tumelico (in latino Thumelicus; 15 – prima del 47) fu il figlio di Arminio, re dei Cherusci, e della moglie Tusnelda, figlia di Segeste.

## Storia
Nel maggio del 15 Arminio assediò Segeste presso la sua fortezza, dove si trovava Tusnelda, in quel tempo in attesa del loro figlio. Il comandante romano Germanico, nipote dell'imperatore Tiberio, lo ruppe catturandola. Tusnelda ed il figlio neonato Tumelico vennero presentati a Roma durante la parata trionfale di Germanico il 26 maggio del 17. In seguito i due non vennero uccisi, ma esiliati a Ravenna, dove Tumelico venne probabilmente allevato ed addestrato come gladiatore.
Publio Cornelio Tacito promise di raccontarne la storia "a tempo debito", ovvero quando fosse arrivato a descriverne l'anno nei suoi Annales, ma non si trovano ulteriori riferimenti a Tumelico nei testi arrivati a noi. Nell'opera di Tacito esistono dei buchi negli anni 30 e 31 e tra il 37 e il 46,  per cui si potrebbe ipotizzare che Tumelico venne ucciso all'età di 15 o 16 anni, oppure tra i 22 e i 31 anni. Basandosi sul verbo conflicto utilizzato dallo storico latino, è stato ipotizzato che Tumelico sia caduto in un combattimento di gladiatori, forse organizzato per celebrare le vittorie romane sui Germani. Tale ipotesi non è tuttavia direttamente documentata dalle fonti. Lo scrittore e storico ravennate Eraldo Baldini, in una monografia dedicata al personaggio, ha supposto che nelle parole di Tacito non sia implicita un'azione violenta, ma che vadano interpretate come uno "scherzo del destino", e che è possibile che Tumelico abbia vissuto a Ravenna anche dopo l'anno 47. Lo "scherzo del destino" potrebbe riferirsi al fatto che i Cherusci abbiano chiesto a Roma di mandar loro come nuovo re Italico, figlio di Flavo fratello di Arminio e quindi cugino di Tumelico, in quanto ritenevano quest'ultimo infettato da una mentalità servile e inadatto a regnare.

## Tumelico nelle arti
Tumelico bambino compare nel dipinto di Carl Theodor von Piloty Tusnelda nel corteo trionfale di Germanico, conservato alla Neue Pinakothek di Monaco di Baviera. Si è pensato di ravvisare la sua figura anche nel Cammeo della Sainte-Chapelle di epoca romana, raffigurante lo stesso episodio.
Tumelico è uno dei personaggi principali della tragedia Il gladiatore di Ravenna (Der Fechter von Ravenna) del drammaturgo austriaco Friedrich Halm, che si basa in gran parte sugli studi dello storico tedesco Carl Wilhelm Göttling: in questo dramma Tumelico viene pugnalato a morte dalla madre prima del combattimento gladiatorio per evitargli l'onta di esibirsi per il diletto dei Romani.
È citato nel romanzo di Valerio Massimo Manfredi Teutoburgo, centrato sulla figura di Arminio.